# Research on Chemical Intermediates
Research on Chemical Intermediates (abgekürzt Res. Chem. Intermed.) ist eine monatlich im Peer-Review-Verfahren bei Springer Science+Business Media erscheinende wissenschaftliche Fachzeitschrift. Die Zeitschrift erschien erstmals 1973 und behandelt die Eigenschaften, Struktur und Reaktivität chemischer Zwischenprodukte. Außerdem werden Beiträge aus den Bereichen Biochemie, Molekularbiologie, Photochemie und Spektroskopie veröffentlicht. Die Zeitschrift wurde zunächst unter dem Titel Reviews on Reactive Species in Chemical Reactions und bis 1988 unter dem Titel Reviews of Chemical Intermediates veröffentlicht. Der Impact Factor lag 2022 bei 3,3. Chefredakteur ist Masakazu Anpo von der Universität Osaka.